# 甘粕重政
甘粕 重政（あまかす しげまさ）は、戦国時代末期から江戸時代にかけての武将。上杉氏の家臣で上杉景勝・定勝の側近の一人。川中島の合戦で殿として名を馳せた甘粕近江守景持（長重）の次男・嫡子である。姓は「甘糟」と表記される場合もある。

## 出自
甘粕景持（長重）の欄を参照。

## 生涯
永禄10年1567年越後で生まれる、母は、黒金上野介景信の妹で重政を産み直ぐに亡くなったと思われる。
長男尚政が、いたため父の下を離れて豊臣旗下の武将として1,000石を賜り、豊臣秀次に仕える。
しかし、長男尚政が、代々の家宝・主君からの書状・感状を持ち去り出奔をしたため、嫡子として会津若松時代に父景持（長重）の下へ戻り父の在勤中に大小姓中に1,000石で勤仕する。
理由及び加増時期は不明だが、米沢転封直前の分限帳から1,700石に加増されていることが分かる。（父景持（長重）の3,300石と合わせて甘粕近江守一族として5,000石となる）
慶長9年（1604年）8月、米沢で父景持（長重）が没し、父と同じ禄で1,100石で家督を相続する。